# Richard Palmer-James
Richard Palmer-James (* 11. června 1947 Bournemouth, Dorset) je britský hudebník a textař. V mládí působil v nejrůznějších bournemouthských skupinách jako The Corvettes, The Palmer-James Group, Tedrad a Ginger Man, kde hrál na kytaru a jejichž členy byl také John Wetton. V roce 1969 byl jedním ze zakládajících členů rockové skupiny Supertramp (pod jménem Richard Palmer), v níž působil do roku 1972, kdy se přestěhoval na trvalo do Mnichova.
V letech 1972 až 1974 spolupracoval jako textař s britskou skupinou King Crimson (kde se opět setkal s Wettonem), podílel se na jejich třech albech Larks' Tongues in Aspic (1973), Starless and Bible Black a Red (obě 1974). Ačkoliv hudebníkům posílal texty z Německa, byl plnoprávným členem kapely, stejně jako jeho crimsonovský textařský předchůdce Peter Sinfield. V roce 1974 byla činnost skupiny ukončena, nicméně Palmer-James nadále příležitostně spolupracuje s Johnem Wettonem a Davidem Crossem.
V roce 1997 vydal společně s Johnem Wettonem album Monkey Business, kompilaci nejrůznějších nevydaných skladeb.
V současnosti se Richard Palmer-James živí jako textař a hraje na kytaru po barech.